# سیارک ۱۴۱۵۳
سیارک ۱۴۱۵۳ (به انگلیسی: 14153 Dianecaplain، نامگذاری:1998SA80) چهارده هزار و صد و پنجاه و سومین سیارک کشف شده‌است که در ۲۶ سپتامبر ۱۹۹۸ کشف شد.
قدر مطلق سیارک برابر ۱۰.۲ است.